# Danh sách video của Iggy Azalea

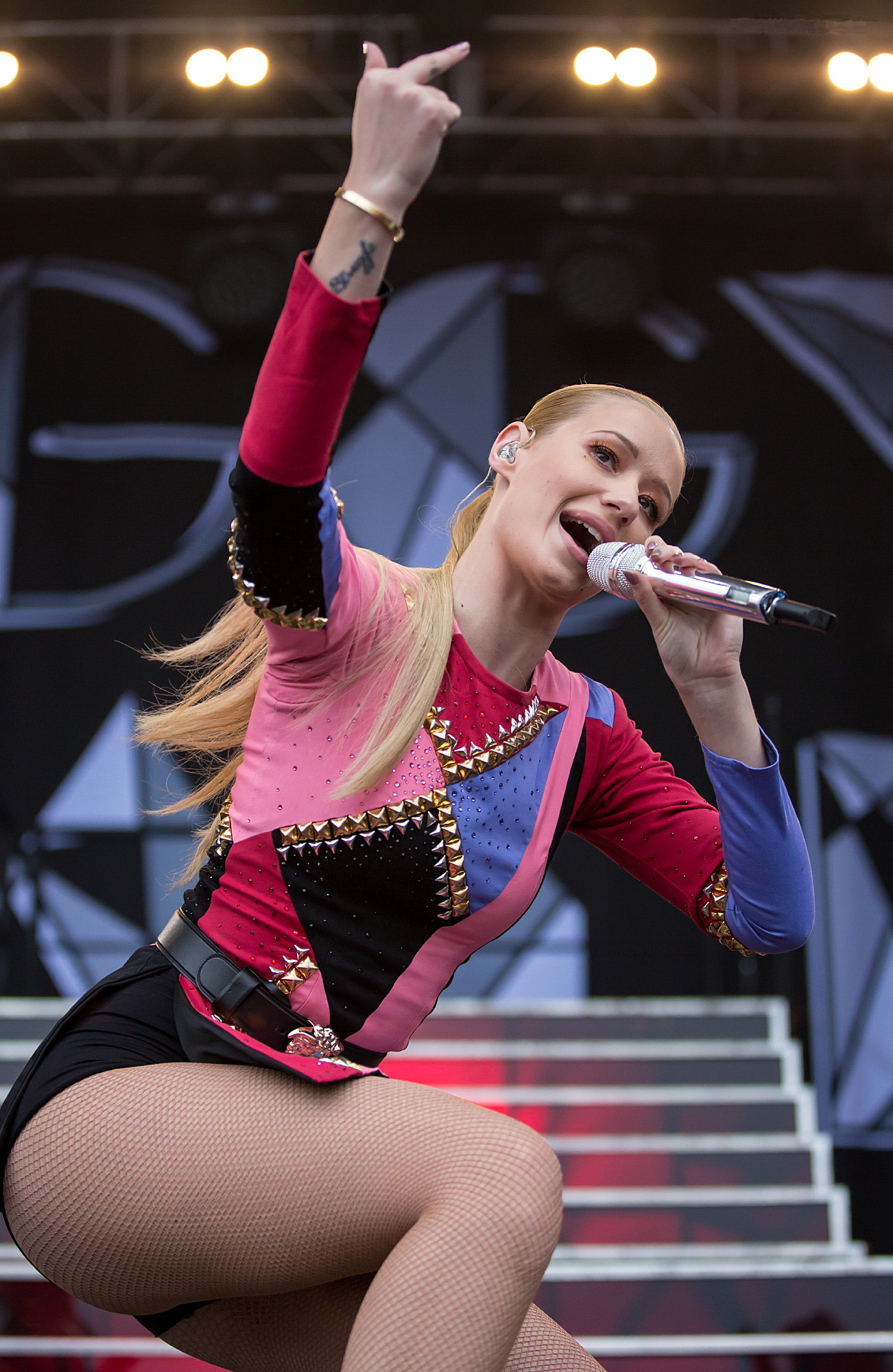
Iggy Azalea tại lễ hội ACL Music Festival năm 2014

Nữ rapper, nhạc sĩ và người mẫu người Úc Iggy Azalea đã tham gia tổng cộng 17 video âm nhạc, trong đó, có một số bài hát là sản phẩm cộng tác của cô cùng với nghệ sĩ khác. Là một diễn viên, cô xuất hiện với vai trò là một diễn viên khách mời trong phần 7 của loạt phim The Fast and the Furious, Furious 7. Ngoài ra, cô cũng tham gia 7 chương trình truyền hình và 1 chương trình truyền hình thực tế với từng vai trò khác nhau như: người tham gia phỏng vấn, khách mời, hoặc có thể là đối thủ với những diễn viên khách mời khác.
Dưới đây là danh sách các video của Iggy trong suốt sự nghiệp của cô từ khi khởi nghiệp đến nay.

## Video âm nhạc
| ‡ | Biểu thị video âm nhạc có sự hợp tác của Iggy Azalea |

| Tiêu đề                       | Năm phát hành | Hợp tác với (hoặc thuộc ca sĩ) | Đạo diễn         | C.t                                |
| ----------------------------- | ------------- | ------------------------------ | ---------------- | ---------------------------------- |
| "Pu$$y"                       | 2011          | Không rõ                       | Falkon           | [ 2 ] [ 3 ]                        |
| "My World"                    | 2011          | Không rõ                       | Alex / 2Tone     | [ 4 ] [ 5 ]                        |
| "The Last Song" ‡             | 2012          | Không rõ                       | Bell Soto        |                                    |
| "I Think She Ready" ‡         | 2012          | FKi, Diplo                     | Alex / 2Tone     | [ 6 ]                              |
| "Beat Down" ‡                 | 2012          | Steve Aoki, Angger Dimas       | Alex / 2Tone     | [ 7 ] [ 8 ] [ 9 ]                  |
| "Murda Bizness" ‡             | 2012          | T.I.                           | Alex / 2Tone     | [ 10 ] [ 11 ]                      |
| "Back 2 tha Future (My Time)" | 2012          | Không rõ                       | Bell Soto        | [ 12 ]                             |
| "Work"                        | 2013          | Không rõ                       | Jonas & François | [ 13 ] [ 14 ] [ 15 ] [ 16 ] [ 17 ] |
| "Bounce"                      | 2013          | Không rõ                       | BRTHR            | [ 18 ] [ 19 ] [ 20 ]               |
| "Change Your Life"            | 2013          | T.I.                           | Jonas & François | [ 21 ] [ 22 ]                      |
| "Fancy"                       | 2014          | Charli XCX                     | Director X       | [ 23 ] [ 24 ]                      |
| "Problem" ‡                   | 2014          | Ariana Grande                  | Nev Todorovic    | [ 25 ]                             |
| "No Mediocre"                 | 2014          | T.I.                           | Director X       | [ 26 ]                             |
| "Black Widow"                 | 2014          | Rita Ora                       | Director X       | [ 27 ] [ 28 ] [ 29 ]               |
| "Booty" ‡                     | 2014          | Jennifer Lopez                 | Hype Williams    | [ 30 ] [ 31 ]                      |
| "Trouble"                     | 2015          | Jennifer Hudson                | Director X       | [ 32 ] [ 33 ]                      |
| "Pretty Girls" ‡              | 2015          | Britney Spears                 | Cameron Duddy    | [ 34 ] [ 35 ]                      |

## Phim điện ảnh
| Tên phim  | Năm  | Vai diễn   | Đạo diễn  | Ghi chú             | C.t   |
| --------- | ---- | ---------- | --------- | ------------------- | ----- |
| Furious 7 | 2015 | Tay đua nữ | James Wan | Diễn viên khách mời | [ 1 ] |

## Phim truyền hình
| Năm  | Tên phim                                | Vai diễn    | Ghi chú (và tập xuất hiện)                | C.t.   |
| ---- | --------------------------------------- | ----------- | ----------------------------------------- | ------ |
| 2013 | The Show with Vinny                     | Iggy Azalea | Tập "Iggy Azalea and Tyler, The Creator"  | [ 36 ] |
| 2013 | Never Mind the Buzzcocks                | Iggy Azalea | Đối thủ; Tập #27.4                        | [ 37 ] |
| 2014 | This Is Hot 97                          | Iggy Azalea | Tập "The Turn Up"                         | [ 38 ] |
| 2014 | Dave Skylark's Very Special VMA Special | Iggy Azalea | Người tham gia phỏng vấn                  | [ 39 ] |
| 2014 | Saturday Night Live                     | Iggy Azalea | Khách mời; tập "Jim Carrey/Iggy Azalea"   | [ 40 ] |
| 2015 | The Late Late Show with James Corden    | Iggy Azalea | Tập "Carla Gugino/Chris Hardwick"         | [ 41 ] |
| 2015 | Lip Sync Battle                         | Iggy Azalea | Đối thủ; Tập "Iggy Azalea vs. Nick Young" | [ 42 ] |

### Truyền hình thực tế
| Năm  | Tiêu đề        | Vai      | Ghi chú    | C.t.   |
| ---- | -------------- | -------- | ---------- | ------ |
| 2014 | House of Style | Chính cô | Không biết | [ 43 ] |